# Copa Votorantim
A Copa Votorantim, conhecida igualmente como Copinha de Votorantim e anteriormente designada como Copa Brasil Sub-15, é uma tradicional competição de futebol masculino promovida pela Prefeitura de Votorantim.

## História
A competição, organizada pela Prefeitura de Votorantim, teve sua inauguração no ano de 1991, quando Osvaldo Guides Camargo apresentou a concepção do evento à Diretoria Municipal de Esportes. Posteriormente, a referida diretoria aprovou a iniciativa. As duas primeiras edições foram conduzidas nos últimos anos da gestão do ex-prefeito José de Oliveira Souza. Contudo, a administração subsequente optou por não dar continuidade à competição, que somente foi retomada em 1998.
O São Paulo emergiu como vitorioso nas duas primeiras edições da competição, ao passo que o Juventus conquistou os títulos nas duas edições subsequentes. Foi em 2001 que o clube da Mooca ascendeu ao status de principal ganhador da Copa Votorantim, ao garantir sua terceira e última conquista. No entanto, esse feito foi replicado pelo Cruzeiro em 2006 e pelo próprio São Paulo em 2013. O Tricolor Paulista ascendeu ao posto de maior campeão da competição em 2014, ao conquistar seu quarto título, solidificando essa posição em 2016 e 2024.

## Campeões

### Títulos por clube
| Pos  | Clube                   | Títulos | Vices | Semifinais |
| ---- | ----------------------- | ------- | ----- | ---------- |
| 1.º  | São Paulo               | 6       | 2     | 3          |
| 2.º  | Corinthians             | 4       | 4     | 6          |
| 3.º  | Cruzeiro                | 3       | 2     | 7          |
| 4.º  | Juventus                | 3       | —     | 1          |
| 5.º  | Internacional           | 2       | 3     | 7          |
| 6.º  | Grêmio                  | 2       | 3     | 3          |
| 7.º  | Flamengo                | 2       | 2     | —          |
| 8.º  | Avaí                    | 2       | —     | —          |
| 9.º  | Palmeiras               | 1       | 4     | 1          |
| 10.º | Coritiba                | 1       | 1     | 2          |
| 11.º | Santos                  | 1       | 1     | —          |
| 12.º | Vitória                 | 1       | —     | 1          |
| 13.º | Athletico Paranaense    | 1       | —     | —          |
| 14.º | Fluminense              | —       | 2     | 2          |
| 14.º | Seleção de Votorantim   | —       | 2     | 2          |
| 16.º | Bahia                   | —       | 2     | 1          |
| 17.º | Red Bull Brasil         | —       | 1     | —          |
| 18.º | Atlético Mineiro        | —       | —     | 5          |
| 19.º | Figueirense             | —       | —     | 3          |
| 20.º | América Mineiro         | —       | —     | 1          |
| 20.º | Atlético Goianiense     | —       | —     | 1          |
| 20.º | Bragantino              | —       | —     | 1          |
| 20.º | Criciúma                | —       | —     | 1          |
| 20.º | Desportivo Brasil       | —       | —     | 1          |
| 20.º | Fortaleza               | —       | —     | 1          |
| 20.º | Guarani                 | —       | —     | 1          |
| 20.º | Noroeste                | —       | —     | 1          |
| 20.º | São Bento               | —       | —     | 1          |
| 20.º | Reds Vinhedo            | —       | —     | 1          |
| 20.º | Secretaria de São Paulo | —       | —     | 1          |
| 20.º | Seleção da Paraíba      | —       | —     | 1          |
| 20.º | Seleção Paulista        | —       | —     | 1          |
| 20.º | Sport                   | —       | —     | 1          |

### Títulos por federação
| Pos | Cidade            | Títulos | Vices | Semifinais |
| --- | ----------------- | ------- | ----- | ---------- |
| 1.º | São Paulo         | 15      | 14    | 21         |
| 2.º | Rio Grande do Sul | 4       | 6     | 10         |
| 3.º | Minas Gerais      | 3       | 2     | 13         |
| 4.º | Rio de Janeiro    | 2       | 4     | 2          |
| 5.º | Paraná            | 2       | 1     | 2          |
| 6.º | Santa Catarina    | 2       | —     | 4          |
| 7.º | Bahia             | 1       | 2     | 2          |
| 8.º | Ceará             | —       | —     | 1          |
| 8.º | Goiás             | —       | —     | 1          |
| 8.º | Paraíba           | —       | —     | 1          |
| 8.º | Pernambuco        | —       | —     | 1          |

### Títulos por região
| Pos | Cidade       | Títulos | Vices | Semifinais |
| --- | ------------ | ------- | ----- | ---------- |
| 1.º | Sudeste      | 20      | 20    | 36         |
| 2.º | Sul          | 8       | 7     | 16         |
| 3.º | Nordeste     | 1       | 2     | 5          |
| 4.º | Centro-Oeste | —       | —     | 1          |